# Roel de Neve
Roeland Gilles (Roel) de Neve (1949) is een Nederlandse genealoog.

## Leven en werk
De Neve studeerde weg- en waterbouwkunde aan de HTS te Den Haag en geschiedenis aan de Universiteit te Leiden. Hij was hoofdredacteur van De Nederlandsche Leeuw, kwartaalblad van het Koninklijk Nederlandsch Genootschap voor Geslacht- en Wapenkunde, Blazoen, kwartaalblad van het Nederlands Genootschap voor Heraldiek en De Indische Navorscher, jaarboek van de Indische Genealogische Vereniging. Hij is secretaris van Stichting Indisch Genealogisch Erfgoed (SIGE), van welke stichting hij mede-oprichter is. Verder is hij verbonden aan Stichting Indisch Familie Archief (SIFA), speciaal belast met het beantwoorden van genealogische vragen.
De Neve publiceerde over genealogie (Nederlandsch-Indië, adel, patriciaat, Indische roots bekendere Nederlanders), heraldiek, geschiedenis (familiegeschiedenis, waterstaatsgeschiedenis, stadsgeschiedenis) en personen die in de Nederlandse geschiedenis een belangrijke rol speelden (bijvoorbeeld  Johanna Borski, een negentiende-eeuws bankierster, en waterbouwkundige Pieter Caland). Wat de adels- en patriciaatsgeschiedenis betreft, besteedde hij onder meer aandacht aan geslachten die in de 19e eeuw in de koninkrijksadel werden opgenomen en ten onrechte pretendeerden van oud-adel te zijn. Verder publiceerde hij in 2007 over twee casussen waarin naar zijn mening  ten onrechte een Duitse adellijke afkomst werd gepretendeerd. Het betrof een lid van de familie Quast en een lid van de familie Lutter, die beiden in 1996 tevergeefs verzochten om inlijving in de Nederlandse adel. Daarbij vroegen zij ook via de media de nodige aandacht voor hun zaak. In het geval van de eerstgenoemde pretendent kwam het tot een gerechtelijke procedure, die zich deels in het publieke domein afspeelde. In de conclusie van de Rechtbank te Amsterdam is onder andere het volgende citaat van De Neve opgenomen: "Wat een genealoog beweert mag per definitie als (bewuste) onwaarheid worden beschouwd tenzij of totdat het tegendeel door hem middels archiefbronnen is aangetoond of ten minste aannemelijk is gemaakt".